# フランシスコ (衛星)
フランシスコ (Uranus XXII Francisco) は、天王星の第22衛星。天王星の不規則衛星の中では一番内側を回っている。
この衛星は、2001年8月13日、25日、9月21日にマシュー・J・ホルマンやブレット・J・グラッドマンらの観測チームが撮影した画像の中から、2003年に発見された。発見は2003年10月6日に小惑星センターのサーキュラーで公表され、S/2001 U 3 という仮符号が与えられた。また翌日には国際天文学連合のサーキュラーでも公表された。仮符号の数字が2001なのは、発見に用いられた画像が2001年に取得されたものだからである。なお、観測にはカナダ・フランス・ハワイ望遠鏡、ヘール望遠鏡、およびセロ・トロロ汎米天文台の望遠鏡が用いられている。また、2002年9月3日と5日にVLTで撮影された画像にも写っていることが確認されている。
その後2005年12月29日に、ウィリアム・シェイクスピアの戯曲『テンペスト』の登場人物に因んで命名され、Uranus XXII という確定番号が与えられた。
フランシスコは非常に暗く小さい衛星であり、天王星の自転や規則衛星とは逆方向に公転する逆行衛星である。軌道長半径は 4,276,000 km と惑星から遠いものの、天王星の不規則衛星の中では最も内側を公転している。

天王星周りの不規則衛星の軌道のアニメーション。水色がフランシスコである。
天王星·
シコラクス·
フランシスコ·
キャリバン·
ステファノー·
トリンキュロー